# Friday’s Child
Friday’s Child ist ein Kriminalfilm von A.J. Edwards, der am 11. März 2018 im Rahmen des South by Southwest Film Festivals seine Premiere feierte.

## Handlung
Als Richie mit 18 Jahren seine Pflegefamilie verlässt, landet er auf der Straße und wird zum Kleinkriminellen. Er wird mit einem misslungenen Raubüberfall in Verbindung gebracht und schließlich im Zuge der Ermittlungen zum Hauptverdächtigen: Die Anklage lautet Mord. Schließlich flieht Richie vor der Polizei.

## Produktion
Die Filmmusik wurde von Colin Stetson und Weyes Blood komponiert.
Der Film feierte am 11. März 2018 im Rahmen des South by Southwest Film Festivals seine Premiere.
Anfang Juni 2018 wurde ein erster Teaser Trailer veröffentlicht. Der Film feierte am 11. März 2018 im Rahmen des South by Southwest Film Festivals seine Premiere. Im November 2018 erfolgte eine Vorstellung beim Internationalen Filmfestival Thessaloniki in der Sektion Open Horizons.

## Auszeichnungen
South by Southwest Film Festival 2018
- Nominierung für den SXSW Adam Yauch Hörnblowér Award (A.J. Edwards)[6]